# Meinert
Meinert:

## Fornavn
- Kai (Meinert) Dige Bach (f.1936, Nørrebro), en dansk erhvervsleder og politiker

## Ffternavn
- Andreas Ewald Meinert (1742 – 1809) ∞ Maren Kirstine Noe (1755 – 1842)
  - Nicolai Jonathan Meinert (1791, Christianshavn – 1877, Christianshavn), en dansk grosserer og politiker
    - (Ida) Mathilde (Nicoline) Meinert (1826, Christianshavn – 1887, København), en dansk forstanderinde, søster til Frederik
    - Frederik Meinert, Frederik Vilhelm August Meinert (1833, København – 1912, København), en dansk entomolog, søn af Nicolai Jonathan og bror til Mathilde
- Marie Cathrine Meinert (1776 – 1855) ∞ Niels Kjær Tang (1767 – 1814)
  - Andreas Evald Meinert Tang (1803, Nørre Vosborg – 1868, [?]), en dansk godsejer og politiker og medlem af den grundlovgivende rigsforsamling
- Carsten Meinert (f.1944, København), en saxofonist og orkesterleder uddannet på det Kongelige Danske Musikkonservatorium
- Dale Meinert(en) (1933, Lone Wolf (Okla.) – 2004), en amerikansk fodboldspiller
- Maren Meinert(de) (f.1973, Rheinhausen, Duisburg), en tysk fodboldspiller og -træner
- Niklas Meinert(de) (f.1981, B.Kreuznach), en tysk hockeyspiller
- Peter Meinert (Nielsen) (f.1966, Grenaa), professionel dansk cykelrytter, der var stærkest som temporytter
- Rudolf Meinert(de), né (rigtige navn) Rudolf Bürstein, hebraisk: (רודולף מיינרט (רודולף בירשטיין‎ (1882, Wien – 1943, Majdanek/Lublin KC), en jødisk østrigsk filmdirektør og filmproducent
- Søren (Nørgaard) Meinert (fl.2001 – 05), se Landsforeningen Natur & Ungdom
- (Walter) "Walt" (Henry) Meinert(en) (1890, New York City – 1958, Decatur (Ill.), en amerikansk baseballspiller